# 金蔵寺 (飯能市)
金蔵寺（こんぞうじ）は埼玉県飯能市にある真言宗智山派の寺院。八耳堂（はちじどう）はその境外仏堂。

## 金蔵寺
正式名称は金軸山金蔵寺。

### 概要
- 本尊：千手観音菩薩像

### 沿革
建仁年間（1201年 – 1204年）に、鎌倉幕府御家人で大河原村の領主、大河原四郎の菩提寺として龍崖山麓に建てられたが、火災で現在地へ移った。

### 建造物等
- 本堂・籠堂
- 境内地1369m2

## 八耳堂

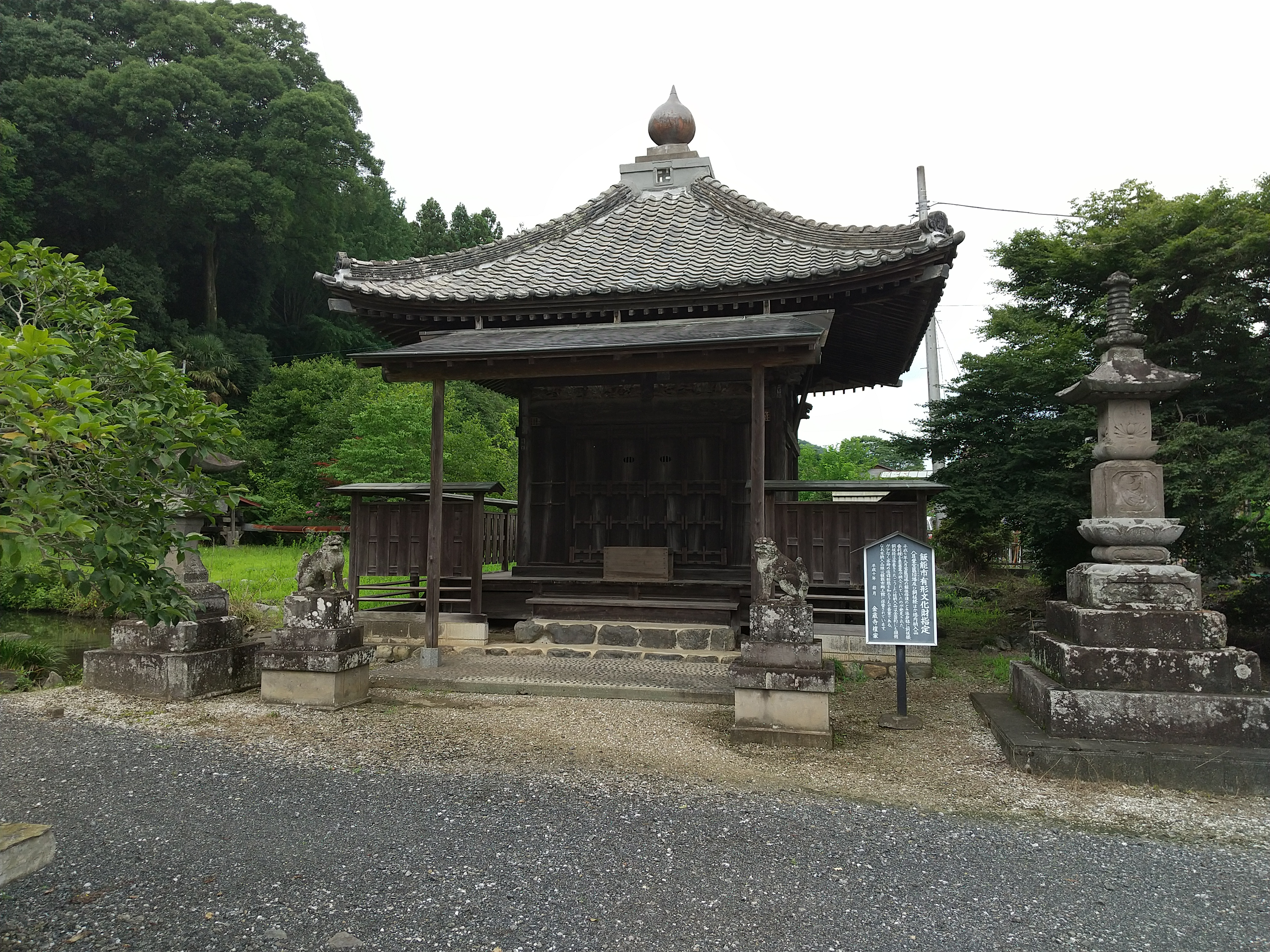
八耳堂

金蔵寺の境外仏堂に八耳堂がある。

### 所在地
飯能市大字大河原字中平582番地

### 沿革
本尊は聖徳太子立像であることから、太子堂ともいう。
保元年間（1156年 – 1158年）の創立で、1820年に再建されたのが現在の建物。